# イグナティウス・ガナゴ
イグナティウス・ガナゴ（1999年2月16日 - ）はカメルーンのサッカー選手。ポジションはFW。FCナント所属。

## 経歴
2017年にOGCニースの下部組織に所属した。2017年9月9日のASモナコ戦でデビューした。
2020年7月10日、RCランスに移籍した。2020-21シーズンは7得点を挙げ、得点源となるなど飛躍。9月10日のパリ・サンジェルマンFC戦では決勝点を挙げた。

### 代表歴
2019年10月12日のチュニジア代表との親善試合でA代表デビューを果たした。直後にはU-23代表にも招集されていたが、ニースによって派遣を拒否されたため合流できなかった。